# Mihail Părăluță
Mihail Părăluță (n. 8 noiembrie 1927, Mihăești, Județul Vâlcea - d. 1 iunie 2004, Râmnicu Vâlcea) a fost un economist, publicist, om de știință, manager, universitar și politician român, ministru al turismului în regimul comunist și deputat în legislatura 1992-1996, ales în municipiul București pe listele Partidului Socialist al Muncii.

### Studii
Este absolvent al Liceului Comercial din Râmnicu Vâlcea (1948) și licențiat al Facultății de Economie Generală din cadrul ASE, cu diploma de merit (1952). Doctoratul l-a făcut la Catedra de Economie de la Universitatea de Stat din Moscova "M. V. Lomonosov" , unde a obținut titlul de doctor în Economie (1955).

### Activitatea universitară, practic-economică și managerială
În perioada 1952-1953 a fost asistent al Facultății de Economie Politică din ASE. După obținerea titlului de doctor în Economie, a funcționat ca lector la aceeași catedră între anii 1956-1961. În paralel a ocupat și posturile de șef de sector și secretar științific la Institutul de Cercetări Economice al Academiei Române. Prin concurs a ocupat, în 1961, postul de conferențiar, iar apoi pe cel de profesor universitar la specialitatea Economie Mondială.
Activitatea didactică și științifică s-a împletit cu cea practică prin exercitarea unor funcții importante. În anii '70 a fost ministru adjunct al Ministerului Turismului. Aici a avut o contribuție importantă la dezvoltarea și promovarea turismului românesc ca o ramură importantă a economiei României prin crearea Institutului de Cercetări pentru Turism de care se simțea mare nevoie pentru a promova un turism modern, valorificând condițiile proprii favorabile și experiența europeană înaintată. Astfel, s-au putut pune bazele valorificării potențialului turismului național, s-au proiectat și realizat obiective turistice în zonele compatibile cu activitatea turistică de bună calitate (precum stațiunile turistice Olimp-Neptun, Poiana Brașov) și s-au format cadrele necesare. În 1971, Mihai Părăluță a fost decorat cu Ordinul Steaua Republicii Socialiste clasa a IV-a.
Datorită sprijinului acordat prin Programul Națiunilor Unite pentru Dezvoltare (PNUD) s-a creat un centru hotelier în București pentru pregătirea cadrelor necesare turismului.
În calitatea sa de secretar al Consiliului Suprem de Dezvoltare Economico-Socială și vicepreședinte al Comitetului de Stat al Planificării, profesorul Mihail Părăluță a coordonat activitățile care aveau ca obiectiv dezvoltarea și modernizarea industriei, valorificarea prin comerțul exterior a produselor românești. Ca vicepreședinte al CSP, a îndeplinit și misiunea de reprezentant al instituției la CAER. În cadrul acestui organism a susținut și apărat interesele economiei românești, militând pentru amplificarea relațiilor economice și cu țări din afara sistemului socialist.
Între anii 1987-1989 a fost director al Institutului de Pregătire a Cadrelor de Conducere în Economie, Transport, Construcții și Administrație, singurul, pe atunci, institut postuniversitar care pregătea manageri.

### Activitatea parlamentară de după 1990
În legislatura 1992-1996 a fost deputat, Președinte al Comisiei pentru Industrie și Servicii. În cadrul Comisiei, ca și în plenul activității la Camera Deputaților, a acționat pentru oprirea procesului de dezindustrializare a țării, pentru o privatizare pe criterii economice, sociale și naționale, de eficiență imediată și în perspectiva integrării europene a României. Din 1992 a fost membru al Comitetului director al Grupului Român al Uniunii Interparlamentare, membru al Grupului parlamentar de prietenie cu Regatul Unit al Marii Britanii și Irlandei de Nord.

### Activitatea științifică
În activitatea științifică, profesorul universitar Mihai Părăluță se remarcă prin cele peste 400 de studii și articole publicate. În ele se abordează teme economice de mare diversitate. Redăm câteva titluri de referință: Producția de mărfuri și rolul legii valorii; Rolul economic al statului; Rata acumulării și eficiența investițiilor. Este coautor la lucrarea Progresul economic în România, Ed. Politică, 1977, premiată de Academia Română. Pentru aportul său la cercetarea științifică a fost decorat cu Meritul științific. În calitate de profesor universitar doctor în economie, a fost conducător științific la peste 70 de doctoranzi. Cf. Mihai Părăluță, Probleme fundamentale ale educației revoluționare, patriotice, socialiste a a maselor, ale activității politico-ideologice a Partidului Comunist Român, (București: Secția de Propagandă a CC al PCR, 1980).    
În anii '90, preocupările în domeniul cercetării se circumscriu în aria problematicii privind tranziția societății românești spre un nou tip de mecanism economic. Analiza noilor fenomene și procese se regăsește în studii de rezonanță, cum sunt: A treia cale; Economia mixtă; Economia socială de piața. În lucrarea Probleme ale tranziției la economia de piață în România, 1997, Ed. România de Mâine, este autor al studiului Forme ale economiei de piață. Forma de economie de piață adecvată tranziției în România. Acest studiu reprezintă o sinteză a conceptelor, ideilor și soluțiilor expuse în anii '90, în lucrări cum sunt: Coordonate ale economiei sociale de piață; Reforma economică și impactul asupra tranziției la economia de piață; Reluarea procesului de industrializare pe baze moderne; Rolul Statului în economia de tranziție; Planificarea specifică economiei de piață. Ideea centrală a acestor studii publicate constă în evidențierea avantajelor și compatibilității unui model de economie socială, mixtă și participativă în condițiile specifice din România, care să permită reluarea creșterii economice - premisă esențială pentru a aspira la integrarea în structurile Uniunii Europene.
Protagonistul a participat la numeroase reuniuni științifice din țară și din străinătate. În 1990 a fost raportor al Comisiei Economice ONU pentru Europa. Tema susținută la simpozion a fost Economia de tranziție în România și perspectivele ei. Prin ea s-a pus în evidență ideea necesității evoluției de la economia socialistă supercentralizată spre o economie socială de piață însoțită de un stat de drept social. În 1990, un asemenea mod de abordare era singular. El a devenit ulterior un subiect important de dezbatere în publicistica românească, în preocupările economiștilor, sociologilor și ale oamenilor politici.
Activitatea prof. univ. dr. Mihail Părăluță este detaliată în cartea Protagoniști ai vieții economice Ed. Economică, 2002, scrisă de prof. univ. dr. Ivanciu Nicolae-Văleanu.